# The fighting clan
The Fighting Clan es la versión cantada en inglés del disco El clan de la lucha de la banda española de heavy metal Saratoga, publicado el 1 de diciembre del 2006.
El disco sale a la venta con la antigua formación de la banda, aunque en diciembre de 2006 solo están en ella Niko y Andy.

## Canciones
1. The Fighting Clan - 1:22
2. Enlightened Angel - 3:47
3. Ivory And White - 4:54
4. Inside Your Evil Heart - 6:11
5. Disappointment - 5:20
6. Far From The Time Wheel - 3:53
7. A New World - 4:20
8. If The Sun Rose - 5:54
9. No - 4:40
10. Your Name Is My Destiny - 5:10
11. Maybe The Sun Will Not Come - 5:00
12. Saint Telmo 1940 - 4:20
13. Asking For Forgiveness - 5:41

## Formación
- Jero Ramiro - Guitarra
- Niko del Hierro - Bajo
- Leo Jiménez - Voz
- Dani Pérez - Batería

- Datos: Q6145560